# Houbie

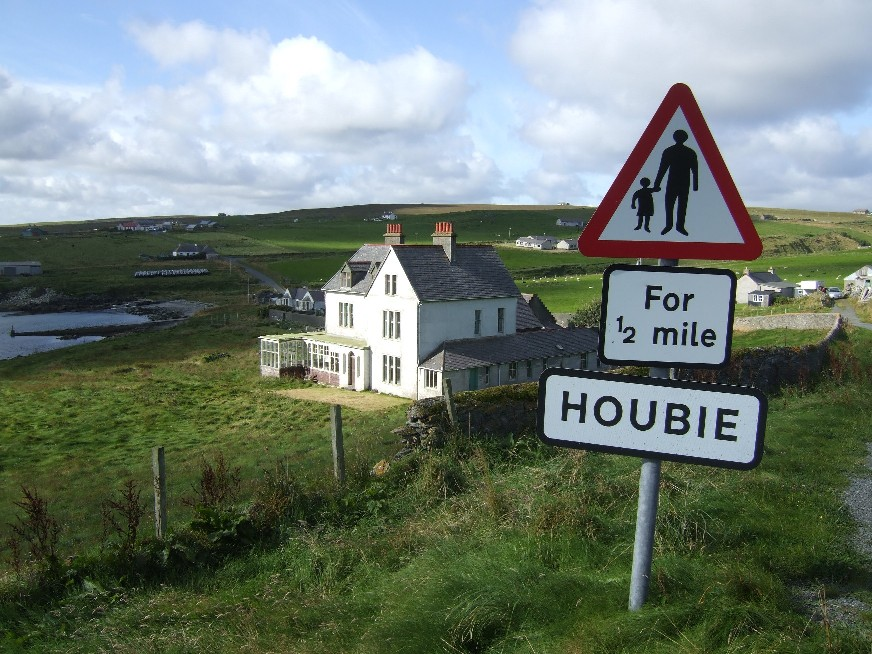
Blick über den Ort

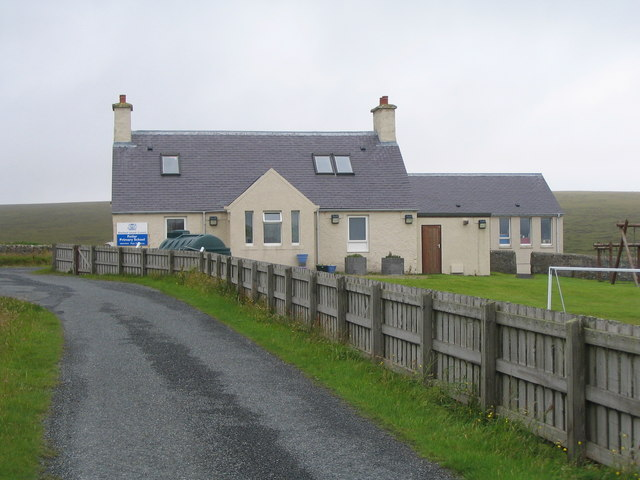
Die Schule von Fetlar

Houbie ist eine Ortschaft, die im Nordosten der zu Schottland zählenden Shetlands liegt.

## Geographie
Houbie liegt an der südlichen Küste der Insel Fetlar, wo es den Hauptort bildet. Dieses umfasst auch ein Postamt, eine Grundschule sowie eine Versammlungshalle. Überragt wird der Ort vom 85 Meter hohen Turra Field im Nordwesten. Ortschaften in der Nähe sind Tresta im Westen und Aith im Osten.

## Historisches
Im Rahmen der historischen Gliederung Schottlands in Civil Parishes zählt Houbie zu Fetlar. Westlich des Ortes ist ein Broch als Scheduled Monument eingestuft worden.